# دیدگاه‌های نو در جغرافیای شهری
دیدگاه‌های نو در جغرافیای شهری کتابی از حسین شکویی است که در سال ۱۳۷۳ منتشر و در مراسم کتاب سال جمهوری اسلامی ایران به‌عنوان کتاب برگزیده معرفی شد.